# 救助員 (海上自衛隊)
救助員（きゅうじょいん）は、海上自衛隊の航空機に搭乗して水難救助を実施する自衛官。遭難者や傷病者の救難機機内への収容を担当する。

## 機上救助員
救難飛行艇であるUS-1の開発当初、遭難者を救助する方法として、機体を操って遭難者に接舷し、直接機体に引き揚げる方法と、インフレータブルボートによる方法が検討されていた。しかし接舷救助は、遭難者が多い場合には所要時間が長くなってしまう一方、機体の小さな出入り口から搬出入できる程度の小さなインフレータブルボートでは、海が荒れているときの救助が難しいという問題が指摘されていた。
この問題についての議論の過程で、掃海隊群や水中処分隊などで活躍する潜水員を搭乗させておき、直接泳いで救助するという案が浮上した。ベテランの水中処分員の協力を得て実験したところ、「早くて確実で、被救助者からも安心感がある」との所見であり、本格的に推進されることになった。これによって発足したのが機上救助員（RS）の制度である。
後には救助員の養成課程も新設された。パイロット以外のクルーを養成する「航空士基礎課程」を経て、第203教育航空隊の「航空士機上救助課程」を修了すると
、航空従事者としてウイングマークを取得して、実習を兼ねて航空隊で勤務することになる。

## 降下救助員
潜水特技をもたない隊員がヘリコプターによる救助を行う場合、降下救助法が用いられる。これは、救助員がホイスト式クレーンで降下して遭難者を救助する手法だが、救助員は原則としてそのケーブルから離れないことになっており、行動に制約がある。
救難飛行艇であれば、救助を担当する潜水員である機上救助員と、救護を担当する衛生員である機上救護員の両方が搭乗している。一方、救難ヘリコプターの場合は搭乗可能人数に余裕がないため、機上救護員が救助員を兼任しており、従来はほとんどの救助活動を降下救助法によって行ってきた。しかし、体力を消耗した遭難者を迅速・確実に救助するためには、救助員がケーブルから離れて自由に動ける救助法が必要であると指摘されるようになり、平成12年度にHRS（helicopter rescue swimmer）救助法が制度化されて、機上救護員がHRS資格を取得する体制が整備された。
なおSH-60JやSH-60Kといった哨戒ヘリコプターにもホイストが搭載されており、降下救助を行うことがあるが、こちらでは航空電子整備員たる航空士（センサーマン）の副任務とされている。